# Desfibrilador externo automático

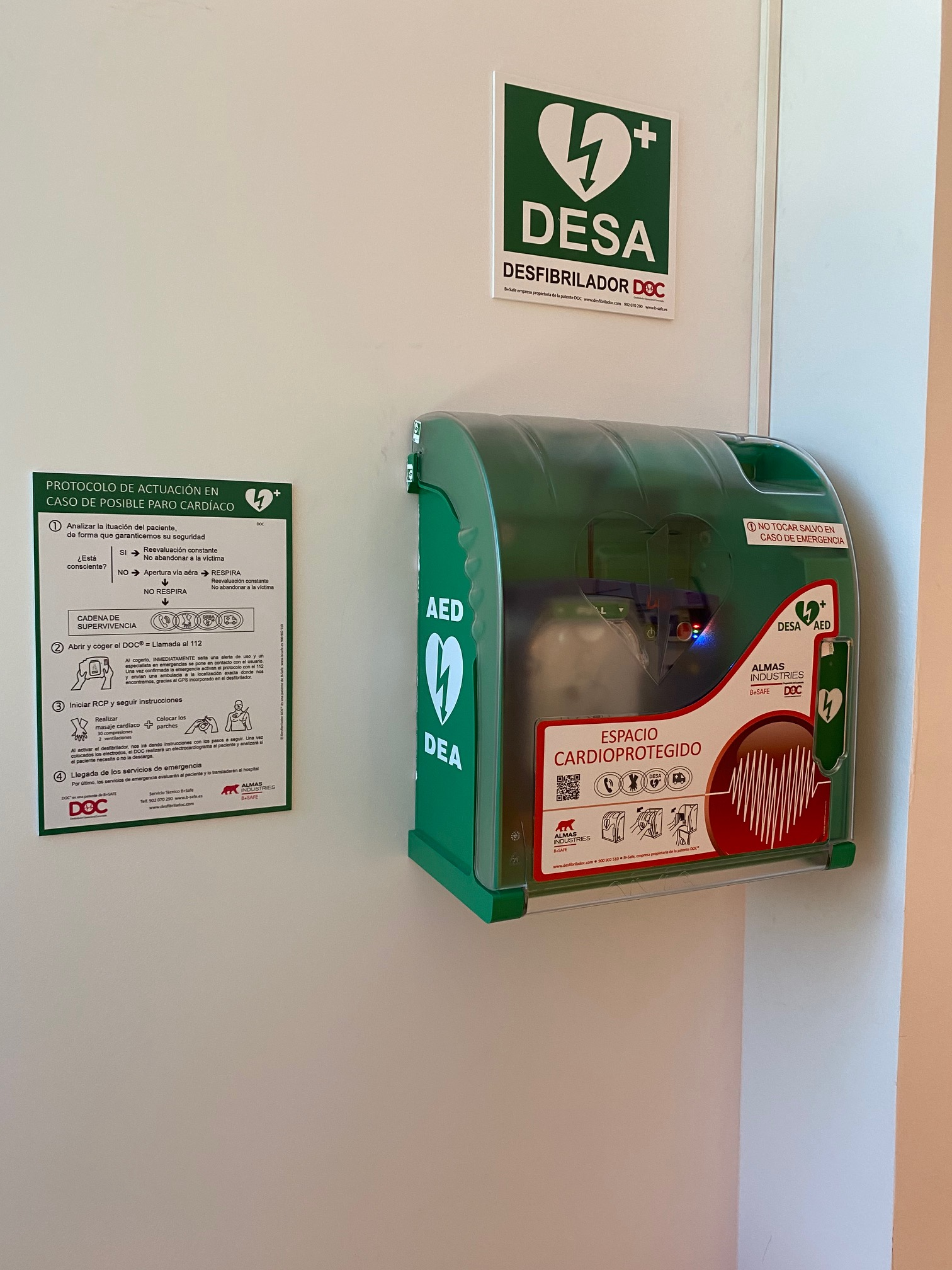
Desfibrilador Externo Semiautomático (DESA) en vitrina. Arriba aparece el símbolo universal de desfibrilador.

El desfibrilador externo automático, es un aparato que diagnostica y trata ciertas arritmias y paradas cardíacas, pudiendo así evitar la muerte del paciente. Puede ser totalmente automático (DEA), o semiautomático (DESA) si realiza su función con algún botón, pero suele ser considerado automático en ambos casos, y llamado de manera general DEA (en inglés AED).
Es un aparato electrónico pequeño y ligero, normalmente portátil, que guía fácilmente al usuario utilizando instrucciones de voz. Una vez conectados sus electrodos al tórax del paciente, analiza el ritmo plumbico y detecta si requiere tratamiento eléctrico o no, y lo aplica si es necesario. 
Se recomienda que esos dispositivos estén colocados de forma estratégica para que puedan ser utilizados por las personas que presencien una parada cardíaca e inicien de forma inmediata la reanimación de la víctima.
Actualmente, el desfibrilador externo DEA o DESA se incluye dentro de la reanimación cardiopulmonar (RCP) básica instrumentalizada.  

## Indicaciones
El desfibrilador diagnostica y trata la parada cardiorrespiratoria cuando es debida a la fibrilación ventricular (en la que el corazón tiene actividad eléctrica pero sin efectividad mecánica, y que es la causa más frecuente de muerte súbita) o a una taquicardia ventricular sin pulso (en que hay actividad eléctrica y en este caso el bombeo sanguíneo es ineficaz). 

En esta imagen se puede ver el impulso eléctrico normal que produce la despolarización y la correspondiente contracción muscular. Debajo su reflejo eléctrico en un electrocardiograma.

En esos casos restablece un ritmo cardíaco efectivo mediante desfibrilación. La desfibrilación consiste en emitir un impulso eléctrico al corazón, despolarizando simultáneamente todas las células miocárdicas, y haciendo que retome su ritmo eléctrico normal o tome otro eficaz.
Un desfibrilador es básicamente un aparato que devuelve el ritmo adecuado al corazón. Es muy eficaz para la mayor parte de los llamados paros cardíacos, que en su mayor parte son debidos a que el corazón fibrila y su ritmo no es el adecuado.
Sin embargo, los desfibriladores no son eficaces en la parada cardíaca con asistolia, pues el corazón, en ese caso, además de no bombear la sangre, no tiene actividad eléctrica; y tampoco son efectivos en la actividad eléctrica sin pulso (AESP), antes denominada disociación electromecánica, donde hay actividad eléctrica, que puede ser incluso normal, pero sin eficacia mecánica. En estos dos últimos casos únicamente se deben realizar las compresiones torácicas y ventilaciones de una reanimación cardiopulmonar (RCP) mientras se establecen otras medidas avanzadas.
Las Recomendaciones del año 2015 del ERC (European Resuscitation Council) destacan la importancia de las interacciones entre el operador telefónico del servicio de emergencias médicas, el testigo que realiza la RCP y el despliegue a tiempo de un DEA. Una respuesta coordinada eficaz de la comunidad que agrupe estos elementos es clave para mejorar la supervivencia de la parada cardíaca extrahospitalaria. El operador telefónico de emergencias médicas juega un papel importante en el diagnóstico precoz de la parada cardíaca, la realización de RCP con ayuda telefónica (conocida también como RCP telefónica), y la localización y disponibilidad de un DEA.  

## Tipos de aparatos
Hay distintos tipos de desfibriladores según su grado de autonomía.
El desfibrilador externo, sea automático (DEA, en inglés AED) o semiautomático (DESA)  está pensado para ser utilizado por personal no sanitario, de tal forma que, siguiendo sus instrucciones de voz, se colocan los electrodos en el paciente, y el aparato, tras determinar el tipo de ritmo cardíaco, indica a los asistentes separarse para emitir alguna descarga eléctrica, o aconseja realizar compresiones torácicas.
En los países desarrollados la tendencia es a colocarlos en lugares concurridos para evitar los episodios de muerte súbita, dado que su efectividad es máxima en el momento inicial, disminuyendo rápidamente en los minutos sucesivos.
Los aparatos más modernos son automáticos o semiautomáticos que no sólo dan la descarga sino que además guían la reanimación cardiopulmonar (RCP), indicando si la velocidad y profundidad de las compresiones son las adecuadas. Estos han sido aconsejados en las nuevas recomendaciones del 2015 por su efectividad.
Hay que diferenciarlos de los desfibriladores-cardioversores convencionales, utilizados por personal sanitario (médicos y enfermeros principalmente) donde se visualiza el ritmo cardíaco, decidiendo el profesional el tipo de descarga en cuanto a intensidad o para realizarlo de forma sincronizada con el ciclo eléctrico cardíaco (emitir la descarga en la despolarización ventricular, en la R del electrocardiograma). En España estos últimos desfibriladores manuales están desapareciendo poco a poco de hospitales y centros sanitarios.

## Secuencia de uso del desfibrilador

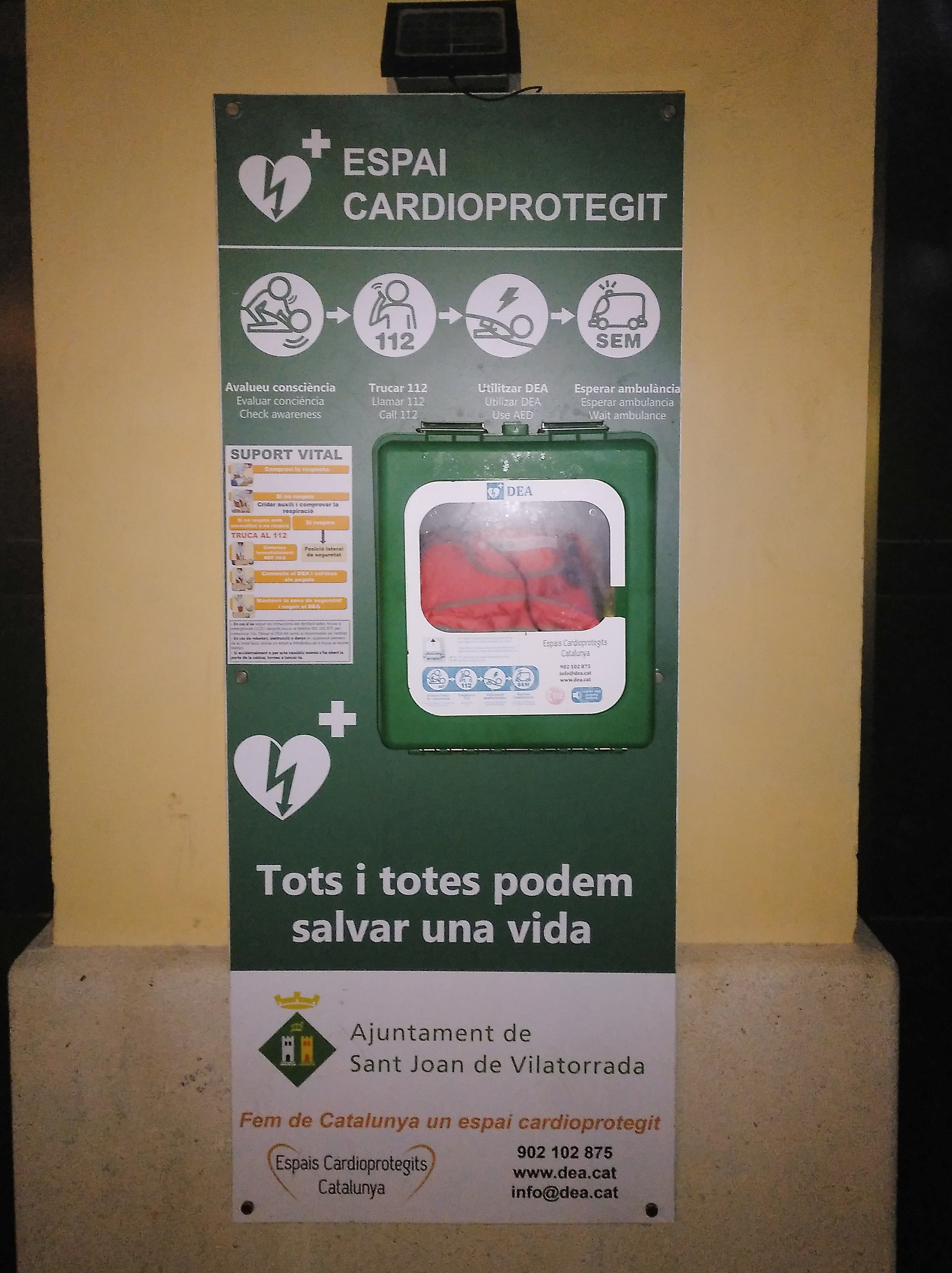
Desfibrilador público en una vitrina con su símbolo

Los desfibriladores externos automáticos (DEA, en inglés AED), o semiautomáticos (DESA), son fáciles de manejar por cualquier persona, porque son pequeños y normalmente van dando instrucciones de voz grabadas que guían su uso.
Es importante pedir a tiempo el desfibrilador (suelen ser de acceso público), tomarlo y utilizarlo pronto. La desfibrilación en los 3–5 primeros minutos del colapso puede producir tasas de supervivencia tan altas como 50–70 %. Por ello se debería implementar la colocación de desfibriladores externos automáticos de acceso público en los espacios con gran cantidad de personas.
La aplicación de un desfibrilador automatizado es una secuencia de diversas etapas:
1. Cuando una víctima está en parada cardiorrespiratoria (su corazón no late, y ella no respira, y está inconsciente aproximadamente), avisar a la gente, llamar al teléfono de emergencias, y pedir un Desfibrilador Externo Automático o Semiautomático (DEA o DESA, en inglés 'automated external defibrillator': 'AED').
  - En la mayor parte de los casos de niños, si el reanimador está solo, conviene hacer  reanimación cardiopulmonar (RCP) durante dos minutos o 5 ciclos antes de alertar a los servicios de emergencias o buscar uno mismo un desfibrilador. Pero, si la parada acaba de suceder y ha sido presenciada, el reanimador debe empezar por alertar de inmediato a los servicios de emergencia.
2. Proceder a quitar a la víctima la ropa de cintura para arriba, cortándola si es preciso.
3. Hacer una reanimación cardiopulmonar (RCP) hasta que llegue la ayuda. En adultos y niños, hacer compresiones en el centro de su pecho con una mano sobre la otra (con sólo dos dedos en bebés). La frecuencia de compresiones es de 100 a 120 por minuto (casi dos por segundo). Cada 30 compresiones, hacer 2 ventilaciones cerrando la nariz de la víctima e insuflando aire en su boca. No detener las compresiones, solamente dejar de realizarlas durante el tiempo en que el desfibrilador lo indique.  Posición de los electrodos del desfibrilador

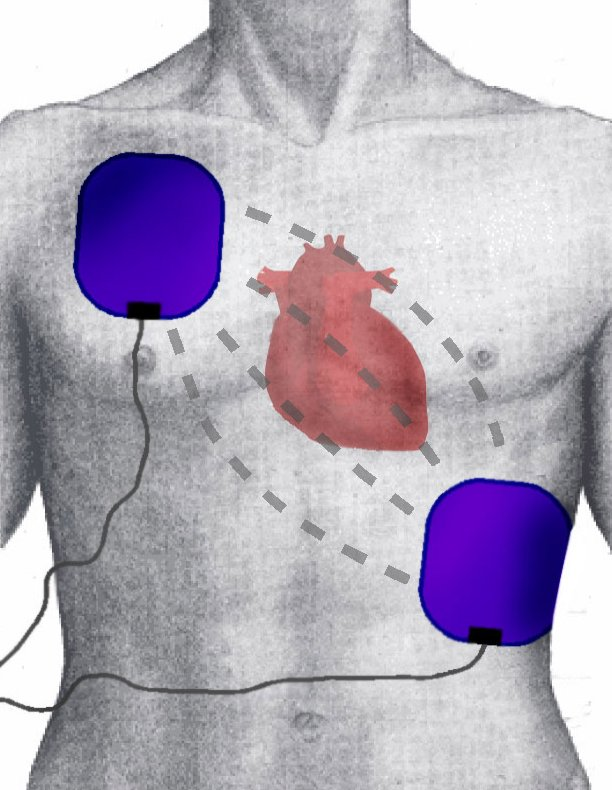
Posición de los electrodos del desfibrilador

4. Antes de utilizar el desfibrilador, el paciente debe ser preparado para ello.
  - Si está mojado, apartarlo de las humedades y secarlo.
  - Si tiene mucho vello, conviene rasurarle el pecho (sin retrasar la desfibrilación por eso).
5. Cuando llegue el desfibrilador, ponerlo en funcionamiento y atender a sus instrucciones de voz.
  - Colocar los parches con electrodos del desfibrilador en los puntos del pecho desnudo del paciente que sean indicados (uno es en el pecho, debajo de la clavícula derecha, y otro en la parte inferior izquierda del tórax). No hay por qué detener la reanimación cardiopulmonar de compresiones y ventilaciones en ese momento, si hay más de un reanimador uno puede seguir haciéndola incluso mientras otro coloca los parches.
  - Cuerpos pequeños: en niños de entre 1 y 8 años y en general en cuerpos de tamaño similar de hasta 25 kg aproximadamente, se recomienda poner parches pediátricos, y atenuar la descarga eléctrica (mediante software o algún dispositivo atenuador) a unos 50–75 julios (de 2 a 4 julios/Kg).[10]Si eso no es posible, habría que usar el sistema de adultos. En principio, el desfibrilador es utilizable desde 1 año de edad, pero no hay evidencias para apoyar ni desaconsejar su uso en niños menores de 1 año, y se han referido usos de desfibrilador con éxito en niños de menos de 1 año.[11] Si los parches le resultan demasiado grandes, colocar uno en el pecho y otro en la espalda (sin importar cuál en cada sitio).
6. Dejar que el desfibrilador analice el ritmo cardíaco del paciente. Algunos desfibriladores lo hacen tras pulsar en un botón que pone "análisis" (o algo similar). Asegurarse de que nadie toque al paciente en el momento del análisis, para evitar interferencias.
7. Si el desfibrilador lo indica, hacer una descarga eléctrica.
  1. La víctima no puede ser tocada durante el momento de la descarga. Avisar de apartarse.
  2. Si el desfibrilador es semiautomático, pulsar en el botón de descarga. Si el desfibrilador es completamente automático, avisará de alejarse y hará la descarga solo.
  3. Tras la descarga, reiniciar inmediatamente la reanimación cardiopulmonar (RCP).
8. Si el desfibrilador rechaza hacer la descarga: 
  1. Reiniciar inmediatamente la reanimación cardiopulmonar (RCP).
  2. Continuar así hasta que el desfibrilador haga un nuevo análisis. Los DEA realizan análisis cada 2 minutos siempre que estén correctamente colocados y encendidos.
9. Seguir haciendo la reanimación cardiopulmonar (RCP) y atendiendo las instrucciones del desfibrilador hasta que: 
  - La víctima se recupere: se mueva, abra los ojos y respire con normalidad. En este caso, colocarla tumbada en posición lateral sobre su costado derecho hasta que llegue la ayuda cualificada.
  - Lleguen servicios médicos profesionales que se ocupen de la víctima. El rescatador seguiría haciendo la reanimación cardiopulmonar (RCP) hasta entonces, por si acaso la víctima puede mantenerse con vida así. Si el rescatador queda demasiado cansado, otra persona podría sustituirlo en la reanimación cardiopulmonar (RCP) inmediatamente.

## Estadísticas de parada cardíaca y muerte súbita
El principal factor de supervivencia en caso de parada cardíaca por FV es el tiempo transcurrido entre el colapso y la desfibrilación. Así, en la parada presenciada de un adulto con FV en el medio prehospitalario, la desfibrilación realizada en los primeros 3 minutos consigue una supervivencia superior al 50 %. Sin embargo, su eficacia decae de forma dramática con el paso del tiempo, de modo que por cada minuto de retraso, la supervivencia puede disminuir hasta un 10 % si no se realizan maniobras de reanimación cardiopulmonar (RCP).
En los adultos se estima que el 80 % de las muertes súbitas de origen cardíaco se producen por fibrilación ventricular (FV), lo que señala la importancia de detectar esta arritmia que es mortal si no recibe el tratamiento adecuado. La muerte súbita cardíaca extrahospitalaria es una causa frecuente de mortalidad, la incidencia anual es de, aproximadamente, 420.000 personas en Estados Unidos, 275.000 en Europa y unas 24.500 en España. En el análisis del ritmo cardíaco detectado en el momento en que se atiende a las víctimas, se halla FV en un 23-64% de los casos. Este porcentaje es variable en función del lugar donde ocurre el episodio, más bajo cuando suceden en el propio domicilio del paciente que cuando ocurren en la vía pública, aunque en general ha disminuido en los últimos 20 años.
Cada año se registran en España una paradas cardíacas extrahospitalarias, aproximadamente una cada 20 minutos. Se trata de un problema que ocasiona cuatro veces mayor número de muertes que los accidentes de tráfico. Además, anualmente se producen unos 68 500 infartos de miocardio agudos, de los que aproximadamente un 30 % provocan la muerte del paciente antes de llegar al hospital.

## Mantenimiento del desfibrilador
El DESA precisa de un mantenimiento mínimo, no costoso ni diario. Realiza autocomprobaciones diarias, semanales y mensuales para detectar cualquier problema técnico, notificándolo a través de señales luminosas y acústicas.
Las baterías duran unos 5 años o 300 descargas.  
Es un servicio clave por lo que el desfibrilador externo semiautomático debe estar siempre a punto en caso de necesitarlo.
Los mantenimientos son anuales o siempre después de una intervención. El servicio de mantenimiento integral de los equipos suministrados tendrá la duración establecida en el presente contrato. Tanto es importante estar formado para el uso del desfibrilador, como de tener contratado un servicio de mantenimiento para este, y tener la tranquilidad de que el desfibrilador se encuentre siempre en buenas condiciones para cualquier eventualidad. La empresa suministradora será la encargada de la revisión, mantenimiento y reposición de los elementos de todos los equipos y dispositivos instalados. Así mismo, el mantenimiento deberá realizarse por personal específica y suficientemente cualificado para ello.

## Desfibriladores en España y Europa
En España actualmente se han implantado en la mayoría de los aeropuertos así como en grandes complejos comerciales, zonas comunes de los hospitales, centros deportivos, etc.
Dentro de la Unión Europea, los países que más han desarrollado la implantación son Holanda, Francia y Alemania. En casi todos existe una ley que obliga a la instalación de desfibriladores disminuyendo con ello las muertes debidas a paros súbitos cardíacos . En esta dirección se mueven todos los países europeos, así como España, cuya normativa vemos a continuación. 

### Normativas y Certificado
En España existe un Real Decreto 365-2009 por el que se traspasa a cada Comunidad la decisión de poder legislar sobre la implantación de desfibriladores, así como los requisitos para la utilización de estos equipos por el público en general. La mayor parte de las comunidades exigen un curso de formación denominado RCP + DESA,  estos requisitos no impiden la instalación de los equipos, solo regulan su utilización. Los ejemplos más extremos en cuanto a legislación están en Madrid, donde ya existe legislación, y en Cataluña, que obliga a la implantación de desfibriladores en ciertos lugares.
La recomendación a nivel mundial es recibir un curso sobre el manejo del mismo práctico de 2-3 horas impartido por el suministrador de los desfibriladores. También cabe recordar que las primeras personas en llegar a un evento son las que están cercanas a él o las fuerzas de seguridad del estado, estas últimas están formadas para utilizar el desa aunque no lleven uno consigo y las personas cercanas al lugar pueden tener conocimientos de utilización o incluso ser sanitarias.

### Algunos casos reales
La LFP obliga a tener en todos los estadios de fútbol de Primera y Segunda división tras la muerte de Antonio Puerta. Gracias a eso, en 2010, por ejemplo, se salvó la vida del futbolista Miguel Ángel García en Salamanca.